# Batovac
Batovac (Батовац), pronunțat în limba română Batovaț este un sat situat în partea de est a Serbiei, în Districtul Braničevo. Aparține administrativ de comuna Požarevac. La recensământul din 2002 localitatea avea 596 locuitori.